# MGTS

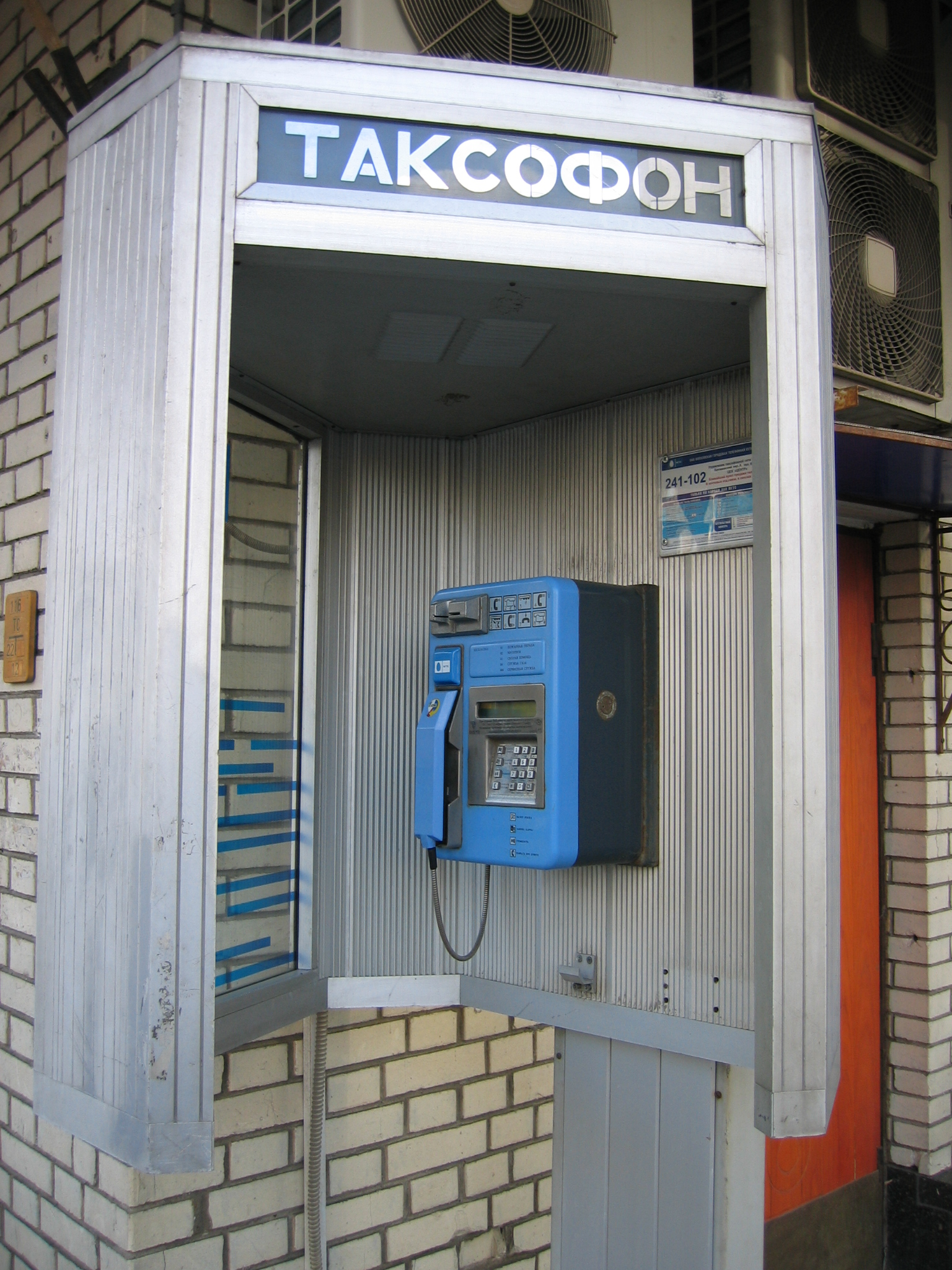
Eine MGTS-Telefonzelle

Moskowskaja Gorodskaja Telefonnaja Set oder kurz MGTS (russisch Московская Городская Телефонная Сеть/ Moskowskaja Gorodskaja Telefonnaja Set) ist der größte Telekommunikationsanbieter aus der Region Moskau. MGTS gehört zum Sistema-Konzern und hat über 4 Millionen Kunden.

## Geschichte
Am 1. Juli 1882 wurde die erste Telefongesellschaft in Moskau von der Bell International Telephone Company gegründet. Anfangs hatte sie 800 Nummern und 26 Haushalte, schon zwei Jahre später über 3.000 Kunden. Im Jahre 1891 hat ein schwedisch-dänisch-russisches Joint-Venture den Telefondienst für 18 Monate übernommen. 1916 hatte man schon über 60.000 Nummern.
Im Jahr 1994 wurde MGTS in eine russische Aktiengesellschaft umgewandelt und in den Sistema Konzern eingegliedert.

## Anteilseigner
Im April 1995 hat die Sistema 25 Prozent der MGTS Anteile übernommen. In den nächsten drei Jahren wurden über 106 Mio. US-Dollar investiert und der Kapitalanteil auf über 50 Prozent ausgebaut.
- 52 Prozent – Sistema
- 48 Prozent – Aktionäre

## Unternehmensdaten
- Umsatzerlös 2004 =  14.981 Millionen Rubel
- EBIT-Gewinn 2004 = 5.751 Millionen Rubel
- Gewinn 2004 =

## Gebiete
MGTS deckt über 75 Prozent des Moskauer Telefonmarktes ab. Es hat ca. 20.000 Beschäftigte.